# Reinhold Lindner (Fußballspieler)
Reinhold Lindner (* 10. Juli 1937; † 11. Mai 2015) war ein deutscher Fußballspieler. Für die BSG Lokomotive Stendal spielte er 1956 in der DDR-Oberliga, der höchsten Spielklasse im DDR-Fußball.

## Sportliche Laufbahn
Sein Debüt in der DDR-Oberliga gab Reinhold Lindner im Alter von 18 Jahren für die Betriebssportgemeinschaft (BSG) Lokomotive Stendal am 2. Spieltag der Saison 1956 (Kalenderjahr-Spielrhythmus) in der Begegnung SC Turbine Erfurt – Lok Stendal (5:0). Im Laufe der Saison wurde er noch in vier weiteren Punktspielen eingesetzt. Als die BSG Lok 1957 aus der Oberliga absteigen musste, war Reinhold Lindner in den Punktspielen nicht eingesetzt worden. Erst in der Spielzeit 1958, in der Lok Stendal in der DDR-Liga antreten musste, fand Lindner in vier Ligaspielen Berücksichtigung und war damit marginal am Wiederaufstieg der Stendaler beteiligt. Im Oberliga-Aufgebot von Lok Stendal für die Saison 1959 erschien Reinhold Linder nicht mehr und tauchte auch später nicht wieder im höherklassigen Fußball auf.